# 台湾纺锤烟管蜗牛
台湾纺锤烟管蜗牛（学名：Hemiphaedusa odontochila），是柄眼目烟管蜗牛科台湾纺锤烟管蜗牛属的一种。主要分布于台湾，常栖息在落叶堆底。